# Колін Бейкер
Колін Бейкер (нар. 8 червня 1943, Лондон) — англійський актор, найбільше відомий завдяки ролі Шостого Доктора у науково-фантастичному телесеріалі Доктор Хто, яку він виконував з 1984 по 1986 роки.

## Біографія
Колін Бейкер народився у Лондоні, але в ранньому віці переїхав до Рочдейлу. Він навчався у Коледжі Святого Беде в Манчестері, прагнучи стати солісітером. У 23 роки він змінив свій намір і вступив до Лондонської Академії Музичного і Драматичного Мистецтва, де він вчився разом із Девідом Суше. Колін одружився із акторкою Лізою Годдард.

## Кар'єра

### Ранні роки
Першою роллю Коліна Бейкера на телебаченні стала епізодична роль у фільмі компанії BBC за мотивами книги Жана-Поля Сартра «Дорога до свободи». Вдруге він з'явився в кіно у ролі Анатоля Курагіна у фільмі Війна і мир. Його найвидатнішою роллю у 70-і стала роль злочинця Поля Мерроуні у серіалі «Брати», яку він виконував у 1974—1976 роках. Також Колін Бейкер з'явився у завершальному епізоді серіалу «Падіння Орла» в ролі Принца-нащадка Австрійської Імперії Віллі.

### Доктор Хто
Вперше у серіалі Доктор Хто Колін Бейкер з'явився в ролі Комаднора Максіла у серії «Арка нескінченності». Його затвердження на роль Доктора було негативно зустріте фанатами, адже Максіл стріляв у Доктора. Колін Бейкер не має родинних зв'язків із Томом Бейкером, який грав Четвертого Доктора протягом семи років.
Перша поява Бейкера у ролі Доктора відбулася наприкінці серії «Печери Андрозані». У завершальних титрах ім'я Бейкера стояло раніше за ім'я Пітера Девісона. Це було вперше (і донині — востаннє), коли нового Доктора поставили раніше за того, що закінчував грати.
Ера Коліна Бейкера в Докторі Хто тривала 18 місяців, протягом яких він знявся у трьох сезонах серіалу, взяв участь у радіоепізоді, а також у театральній постановці «Доктор Хто: найбільша пригода».
У своєму інтерв'ю у 1986 році Бейкер заявив, що хотів би побити рекорд свого однофамільця Тома Бейкера. Але не судилося. У тому ж році роль Доктора перейшла до Сильвестра МакКоя.

### Після «Доктора Хто»
У 1990-х роках Бейкер знявся у стрічці «Аварія».
Колін Бейкер є єдиним, актором, який пише історія про «свого» Шостого Доктора. У 1992 році вийшли оповідання «Угода» і «Коротке замкнення». У 1994 році — «Вік хаосу», а у 2001 році — «Крила метелика».
З 1995 року він регулярно пише колонку до місцевої газети.
У 2003 році він з'явився у передачі «Top Gear», в якій випробовував автомобіль Honda Civic.
У 2005 році він знявся у комедійному скетч-шоу Маленька Британія, але сцени з його участю було видалено.
У 2006 році Колін Бейкер зіграв у спектаклі «Незнайомці у поїзді» в Театрі Бромлі.